# Demain est un jour nouveau
Demain est un jour nouveau è un EP della cantante italiana Viola Valentino pubblicato dalla Kicco Music di Giovanna Nocetti.

## Tracce
1. Demain est un jour nouveau
2. Mañana es otro dìa
3. La surprise de l'amour